# Cathrinus Bang
Cathrinus Dorotheus Olivius Bang (Drammen, 10 giugno 1822 – Oslo, 4 giugno 1898) è stato uno storico norvegese.

## Biografia
Nacque a Drammen, nell'odierna contea di Buskerud, in Norvegia. Era figlio di Andreas Bang (1788-1829) e Cathrine Dorothea Schouboe (1795-1822). Frequentò la scuola di Skien in Telemark e si diplomò cand.theol. con il massimo dei voti nel 1852 dall'Università di Oslo. Dal 1857 al 1862 fu insegnante presso la Nissen Latin and Secondary School (Nissens Latin- og Realskole) a Kristiania (oggi Oslo).
Fu nominato professore di letteratura scandinava presso l'Università di Kristiania dal 1869. Bang fu il primo detentore di questa cattedra che continuò a tenere fino a poco prima della sua morte nel 1898. Gli succedette il biografo e storico della letteratura, Gerhard Gran, che fu il suo ex studente.